# لنکا ترمرووا
لنکا ترمرووا (چکی: Lenka Termerová؛ زادهٔ ۱۲ ژوئیهٔ ۱۹۴۷) بازیگر اهل جمهوری چک است. وی دانش‌آموختۀ دانشکده تئاتر آکادمی هنرهای نمایشی پراگ است.
از فیلم‌ها یا برنامه‌های تلویزیونی که وی در آن نقش داشته‌است، می‌توان به شاهزاده و من، ساختمان پزشکان در باغ رز، پیوندهای خانوادگی و مرد جوان و موبی دیک اشاره کرد.